# Dimnik (priimek)
Dimnik je priimek v Sloveniji, ki ga je po podatkih Statističnega urada Republike Slovenije na dan 1. januarja 2010 uporabljalo 341 oseb in je med vsemi priimki po pogostosti uporabe uvrščen na 1.082. mesto.

## Znani nosilci priimka
- Ana Dimnik (1852—1921), gostilničarka in narodna delavka, "slovenska mati"
- Boštjan Dimnik (*1977), klarinetist in dirigent
- Božo Dimnik (*1932), ribič, poslovnež, lobist
- Ciril Dimnik (1898—1978), inženir gozdarstva, šef kabineta Antona Korošca, upravnik kraljevih lovskih revirjev (oče Boža Dimnika)
- Ivan Dimnik (1889—1970), učitelj/šolnik, publicist in urednik
- Jakob Dimnik (1856—1924), učitelj, urednik in organizator šolstva
- Maks Dimnik, planinec ("Skalaš")
- Martin Dimnik (1941—2020), teolog, zgodovinar, profesor za srednji vek kijevske Rusije v Torontu (Kanada), dopisni član SAZU
- Mateja Dimnik, oglaševalka
- Slavoj Dimnik (1887—1931), šolnik in kartograf
- Stanko Dimnik (1891—1980), inženir gradbeništva, statik, planinski in zgodovinski publicist
- Tomaž Dimnik, tolkalist/bobnar
- Tone Dimnik - Čoč, bobnar